# Оро (провинция)
Оро (англ. Oro Province) — провинция Папуа — Новой Гвинеи. Административный центр — город Попондетта. На территории Оро во время Второй мировой войны велись активные боевые действия. В провинции процветает горный туризм: вулкан Ламингтон привлекает многих людей.
Оро — единственная провинция в Папуа — Новой Гвинее, где англиканство является основной религиозной конфессией. Здесь выращивают много пальмовых растений. Это основная отрасль хозяйства провинции.

## Административное деление

Провинция делится на два района: Сохе и Идживитари.